# Drycothaea indistincta
Drycothaea indistincta là một loài bọ cánh cứng trong họ Cerambycidae.